# حوضه آبریز کویر مرکزی

موقعیت حوضه آبریز کویر مرکزی

حوضه آبریز کویر مرکزی یکی از حوضه‌های آبریز بستهٔ ایران است که در تقسیم‌بندی حوضه‌های آبریز ایران، حوضهٔ درجه ۲ یا فرعی به‌شمار می‌رود و زیرمجموعهٔ حوضهٔ آبریز فلات مرکزی است. مساحت این حوضه، ۲۲۶٬۵۳۳٫۱ کیلومتر مربع و بلندترین رودخانه آن، کال شور خارتوران است.

## جغرافیا
حوضهٔ کویر مرکزی با مساحت ۲۲۶٬۵۳۳٫۱ کیلومتر مربع بزرگ‌ترین زیرمجموعهٔ حوضهٔ فلات مرکزی است و شامل رودها و مسیل‌هایی است که وارد دشت کویر می‌شوند. بخش عمدهٔ آن در استان‌های سمنان و خراسان رضوی قرار دارد. بخش‌هایی از استان‌های تهران، اصفهان، یزد، خراسان جنوبی و خراسان شمالی نیز جزء این حوضه هستند. محدودهٔ شمالی آن، کوه‌های البرز و ادامهٔ آن بینالود است. کوه‌های کم‌ارتفاع بقیهٔ مرز حوضه را شکل می‌دهند. در مجموع ۳۵٪ سطح آن مناطق کوهستانی و ۶۵٪ باقیمانده، کوهپایه‌ها، دشت‌ها و کویرها هستند. بلندترین نقطهٔ حوضه، به ارتفاع ۴۰۳۶ در نزدیکی فیروزکوه و پست‌ترین نقطهٔ آن، به ارتفاع ۶۴۵ متر در دشت کویر قرار دارند. میانگین بارندگی سالانه در حوضهٔ کویر مرکزی ۱۴۵ میلیمتر است. سطح بزرگی در جنوب و غرب این حوضه، کاملاً بیابانی و شوره‌زار است و بارندگی سالانه در مرکز حوضه به ۵۰ میلی‌متر نمی‌رسد.
در شرق حوضه، کویر نمک در نزدیکی بردسکن قرار دارد که آبراهه‌های منتهی به آن (مهم‌ترین آنها کال شور تربت حیدریه و کال نمک بشرویه) عمدتاً شور و غیرقابل استفاده هستند. در شمال شرقی حوضه، رودهایی از کوه‌های بینالود و آلاداغ سرچشمه می‌گیرند که در نهایت، به کال شور خارتوران می‌ریزند. این کال، بلندترین رود حوضه و رودی دائمی است که آب آن در دشت کویر فرومی‌رود. در شمال حوضه، کویر حاج علی‌قلی (کویر دامغان) مسیل‌های منطقهٔ دامغان و شاهرود (دو رود عمدهٔ آن رود چشمه علی و کال سیاه) را به خود جذب می‌کند. در غرب آن، رودهای سرچشمه گرفته از دامنه‌های جنوبی البرز در غرب سمنان و شرق تهران به هم می‌پیوندند و حبله‌رود را شکل می‌دهند. این رود دائمی است و به حاشیهٔ کویر منتهی می‌شود. کال شور درونه نیز مهم‌ترین مسیل جنوب حوضه است که وارد دشت دستگردان می‌شود.

## زیرحوضه‌ها
برپایهٔ دستور العمل تقسیم‌بندی حوضه‌های ایران، حوضهٔ آبریز کویر مرکزی به ۹ زیرحوضهٔ درجه ۳، ۳۰ زیرحوضهٔ درجه ۴، ۴۲ زیرحوضهٔ درجه ۵، ۴۹ زیرحوضهٔ درجه ۶ و ۱۰ زیرحوضهٔ درجه ۷ تقسیم می‌شود:
| کد    | نام اختصاری زیرحوضه     | مساحت کیلومتر مربع | تعداد زیرحوضه‌ها | تعداد زیرحوضه‌ها | تعداد زیرحوضه‌ها | تعداد زیرحوضه‌ها |
| کد    | نام اختصاری زیرحوضه     | مساحت کیلومتر مربع | درجه ۴          | درجه ۵          | درجه ۶          | درجه ۷          |
| ----- | ----------------------- | ------------------ | --------------- | --------------- | --------------- | --------------- |
| ۴۷۱   | حبله‌رود و شورآب سمنان   | ۲۷٬۴۶۶٫۵           | ۵               | ۱۵              | ۵               | -               |
| ۴۷۲   | کویر مرکزی غربی         | ۳۱٬۵۳۴٫۸           | ۵               | -               | -               | -               |
| ۴۷۳   | دشت کویر مرکزی شرقی     | ۲۱٬۹۹۸٫۷           | ۴               | -               | -               | -               |
| ۴۷۴   | کال درونه - دستگردان    | ۱۶٬۳۸۳٫۹           | ۲               | ۴               | -               | -               |
| ۴۷۵   | کویر نمک - بردسکن       | ۳۴٬۱۸۱٫۲           | ۵               | ۱۰              | ۱۷              | ۲               |
| ۴۷۶   | کال شور خارتوران و ترود | ۷۶٬۸۸۲٫۱           | ۴               | ۶               | ۲۲              | ۸               |
| ۴۷۷   | کویر دامغان             | ۱۸٬۰۸۵٫۹           | ۵               | ۷               | ۵               | -               |
| مجموع | مجموع                   | ۲۲۶٬۵۳۳٫۱          | ۳۰              | ۴۲              | ۴۹              | ۱۰              |

افزون بر این، این حوضه به ۵۰ محدودهٔ مطالعاتی تقسیم شده است. بزرگ‌ترین محدودهٔ مطالعاتی دشت کویر (کد ۴۷۰۱) با مساحت ۴۲٬۲۳۵٫۶ کیلومتر مربع و کوچک‌ترین محدوده، هومند - آبسرد (کد ۴۷۰۹) با مساحت ۵۶۶٫۷ کیلومتر مربع هستند.